# Natalicio de María Talavera
Para otros usos de la palabra, véase Natalicio Talavera (desambiguación).
Natalicio Talavera, considerado el primer poeta paraguayo después de la independencia del Paraguay, en honor de quien fue constituido el día 11 de octubre, como día del Poeta Paraguayo. Sirvió a su patria como soldado y como corresponsal, siendo este su mayor logro, de la Guerra de la Triple Alianza, pionero también en el periodismo nacional.

## Juventud y formación
Nació en la ciudad de Villarrica del Espíritu Santo el 8 de septiembre de 1839. Hijo de José Carmelo Talavera y de Doña Antonia Alarcón.
Su primera formación la recibió en su ciudad natal, para más tarde trasladarse a Asunción, donde ingresó a estudiar con el maestro Juan Pedro Escalada. Cuando contaba con 16 años, en 1855, ingresa al colegio secundario dirigido por el profesor español Don Ildefonso Antonio Bermejo
Posteriormente, fue alumno de la Escuela de Aritmética, cuyo director era Miguel Rojas, y según fuentes no confirmadas, también tomó clase de matemática y moral, con el profesor francés Francisco Sauvageod de Dupuis.
En Aula de Filosofía, donde según Fulgencio R. Moreno en su obra "La ciudad de Asunción", el plan abarcaba diez cursos, gramática, historia, geografía, literatura, composición literaria, cosmografía, filosofía, francés, catecismo político y derecho civil.

## Trayectoria

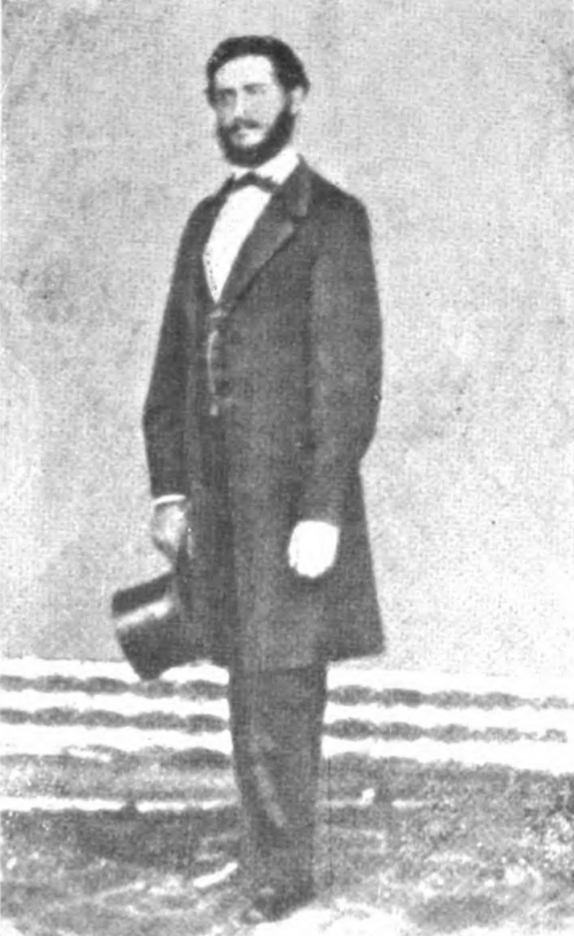
Natalicio de María Talavera

Estos estudiantes fundaron la revista "La Aurora" en 1860, y es aquí donde se inicia su labor literaria, tiempo en que estalla la Guerra de la Triple Alianza, se presenta en el ejército, al cual ingresa con el grado de teniente.
Cuando se incorpora al ejército viaja al sur del territorio, donde se convierte en corresponsal de las batallas, esta tarea inicia el 17 de junio de 1865, al recibir las noticias las enviaba como crónicas al Telégrafo Nacional bajo la dirección del Sr. Saturio Ríos, las cuales eran publicadas en el “Semanario”, siguió escribiendo hasta el 28 de septiembre de 1867.
El periódico “Cabichu’i” fundado por Talavera con el coronel Juan Crisóstomo Centurión, escrito en castellano y guaraní, impreso especialmente para la distracción e información de los soldados. Un periódico de sátiras y caricatura que hacía a los combatientes olvidarse de las muchas penurias de la guerra y fortalecía el espíritu de los hombres en guerra. Esta labor es otra muestra de empeño del joven poeta en cumplir su famosa promesa "¡Morir antes que esclavo vivir!". Aportó también al “El centinela”.

## Obras
Sus primeros ensayos los publicó en la revista “La Aurora”. Dejó como legado varios artículos, cuentos, novelas y una traducción del francés. 
En 1858 publicó "Guerra del Paraguay", con el subtítulo “Natalicio Talavera”, libro de 137 páginas, el cual contiene ilustraciones reproducidas de Cabichu’i. 
Fue el primero en escribir la biografía del general Díaz, también en hacer comentarios al Tratado Secreto de la Triple Alianza publicados en “El Semanario”.
Ya en el siglo XX, varios autores de renombre se ocuparon del autor, tales como Ignacio A. Pane en su escrito “La intelectualidad paraguaya”, Juan E. O’Leary con “Natalicio Talavera”, y muchos otros, quienes destacaron la efímera pero fecunda pluma.

## Muerte
El poeta paraguayo falleció a la edad de 28 años, víctima de la peste de cólera que asoló los campamentos durante la Guerra de la Triple Alianza. Falleció el día 11 de octubre de 1867, a las 3 de la tarde y fue sepultado en el cementerio de Paso Pucú, rodeado de la generosa tierra guaraní que lo vio nacer y a la cual defendió con tanta valentía. Allí quedaron sus restos.

## Homenaje
El Centro Guaireño de Asunción, en su homenaje, siendo presidente de la república el Dr. Víctor I. Franco y vicepresidente el poeta Gumersindo Ayala Aquino, solicitó al Ministerio de Educación y Cultura el 11 de octubre como el Día del Poeta Paraguayo; el Ministerio de Educación en el año 1971, mediante la Resolución Nro. 248, dio curso favorable al pedido.
Por su accionar en la contienda mereció la condecoración de la Orden Nacional del Mérito.